# نیوپرت (نبراسکا)
نیوپرت(به انگلیسی: Newport) شهری در ایالت نبراسکا کشور ایالات متحده آمریکا است که جمعیت آن در سرشماری سال ۲۰۱۰ میلادی، ۹۷ نفر بوده‌است.